# Финик Робелена
Финик Робелена, карликовая финиковая пальма (лат. Phoenix roebelenii), — вид финиковой пальмы родом из юго-восточной Азии, от юго-западного Китая (Юньнань), северного Лаоса и северного Вьетнама (в провинции Дьенбьен, Хазянг, Каобанг, Лангшон).

## Описание
Финик Робелена представляет собой малое или среднее, медленно растущее тонкое дерево в 2—3 метра в высоту. Листья достигают с 60 см до 120 см в длину, перистое жилкование, на одном черенке может находиться до 100 листовых пластинок. Каждая пластинка имеет длину в 15—25 см и около 1 см в ширину, слегка опущенные, серо-зеленого цвета с пушистым налетом внизу.
Цветки маленькие, желтоватые, произрастающие на соцветии 45 см в длину. Плод — костянка, с тонкой мякотью.

## Культивирование и использование
Финик робелена — популярное декоративное растение в тропических или субтропических садах. Выдерживает заморозки до −3° C. В более прохладном климате выращивается в теплицах или в качестве комнатного растения. Не требует значительной обрезки для формирования, устойчиво к вредителям и паразитам, терпимо к изменениям в почве, а также засухоустойчиво. Растение растет как полностью на солнце так и в полутени.
Растение получило премию AGM.

## Галерея

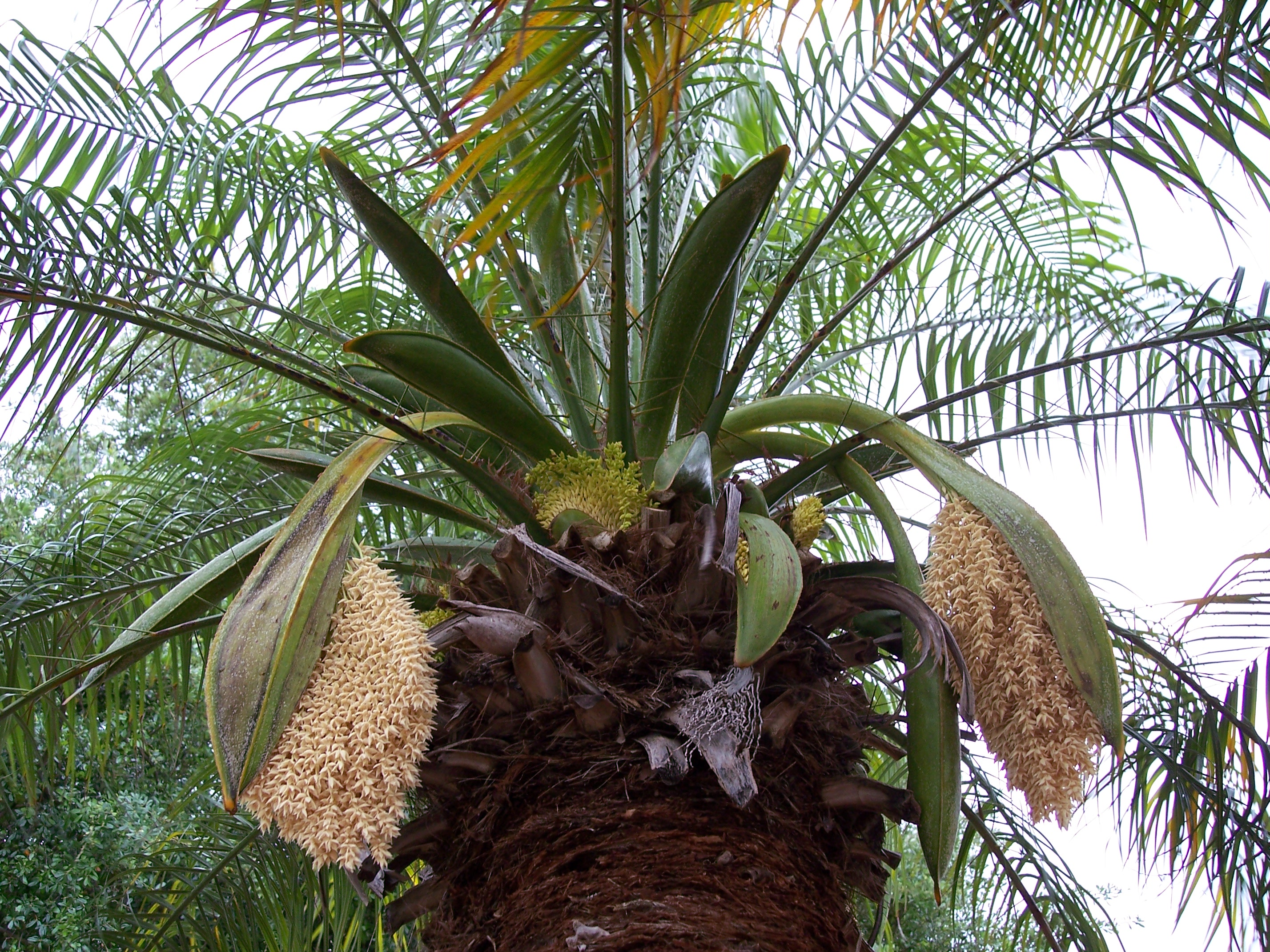
Соцветие
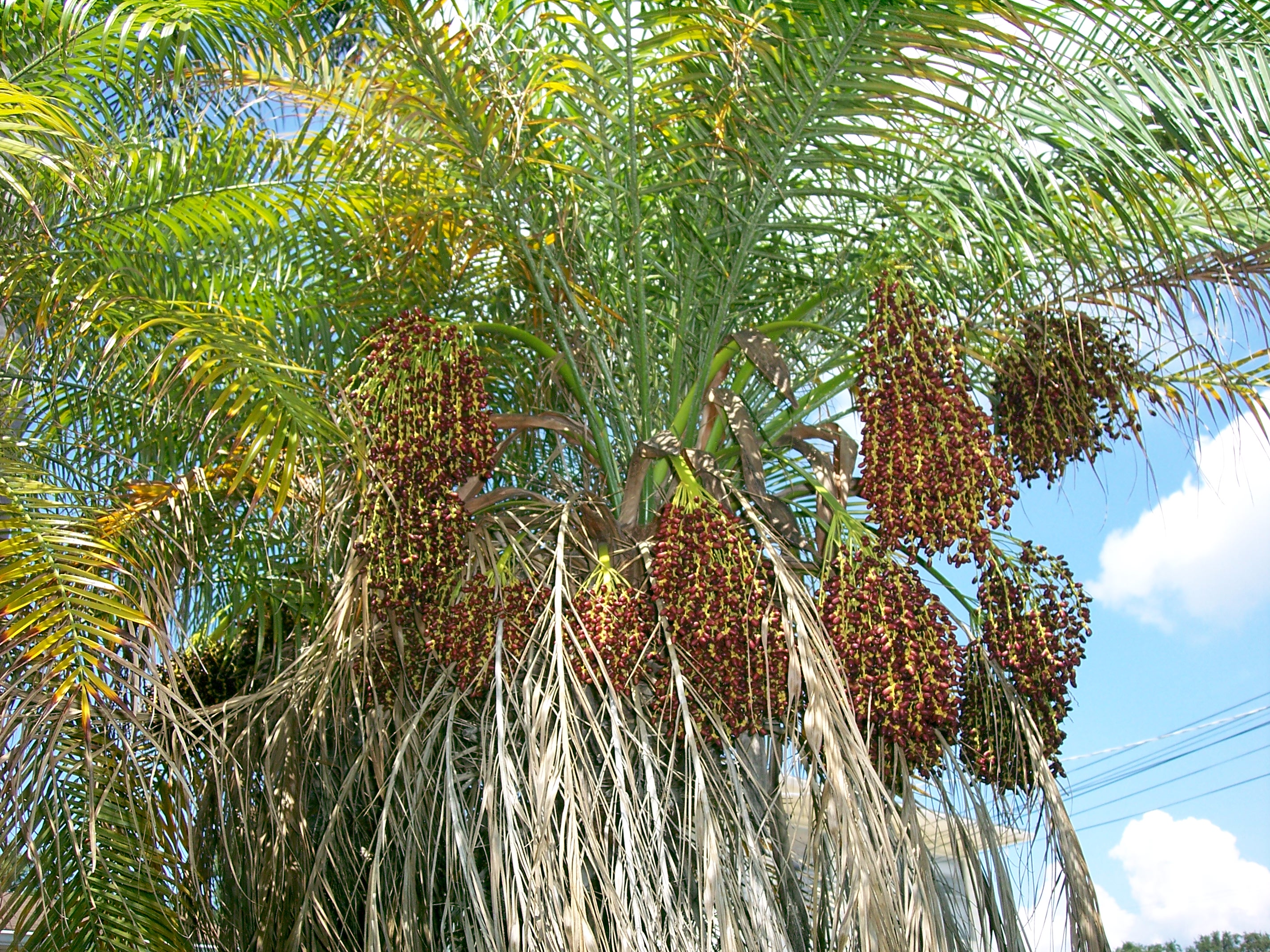
Плоды
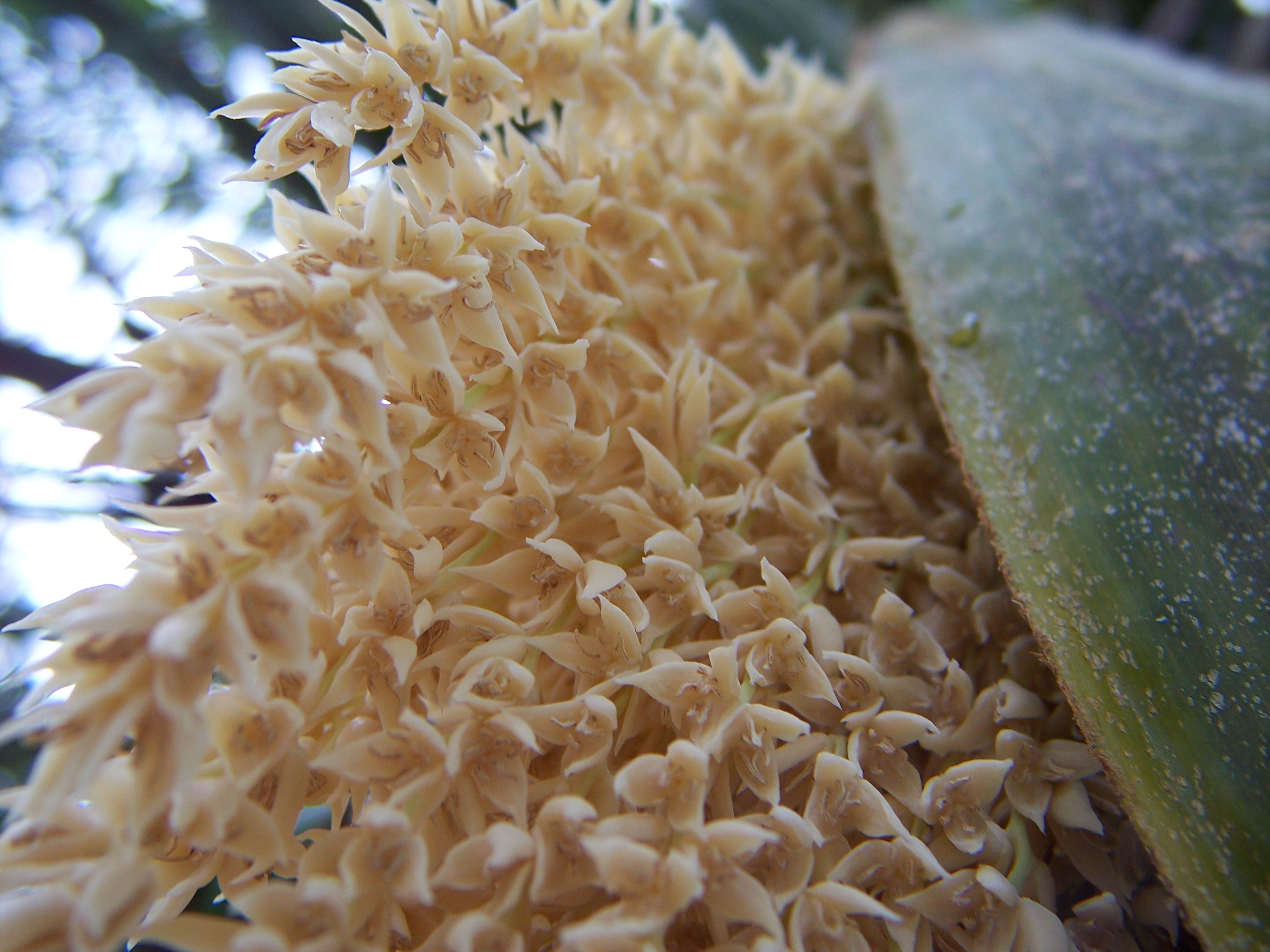
Цветки (мужские)